# Borowe (Mława)
Pour les articles homonymes, voir Borowe.
Borowe (prononciation : [bɔˈrɔvɛ]) est un village polonais de la gmina de Dzierzgowo dans le powiat de Mława de la voïvodie de Mazovie dans le centre-est de la Pologne.
Il se situe à environ 7 kilomètres à l'est de Lipowiec Kościelny (siège de la gmina), 6 kilomètres à l'ouest de Mława (siège du powiat) et à 110 kilomètres au nord-ouest de Varsovie (capitale de la Pologne).

## Histoire
De 1975 à 1998, le village appartenait administrativement à la voïvodie de Ciechanów.